# فيسترفورت
فيسترفورت Westervoort  هي مدينة وبلدية بمقاطعة خيلدرلند، هولندا.

## طوبوغرافيا
خريطة طوبوغرافية هولندية لبلدية فيسترفورت، يونيو 2015، (تقرأ بعد ثلاث نقرات على الخريطة).

## أعلام
- ثيو شنيلدرز